# 로흐야

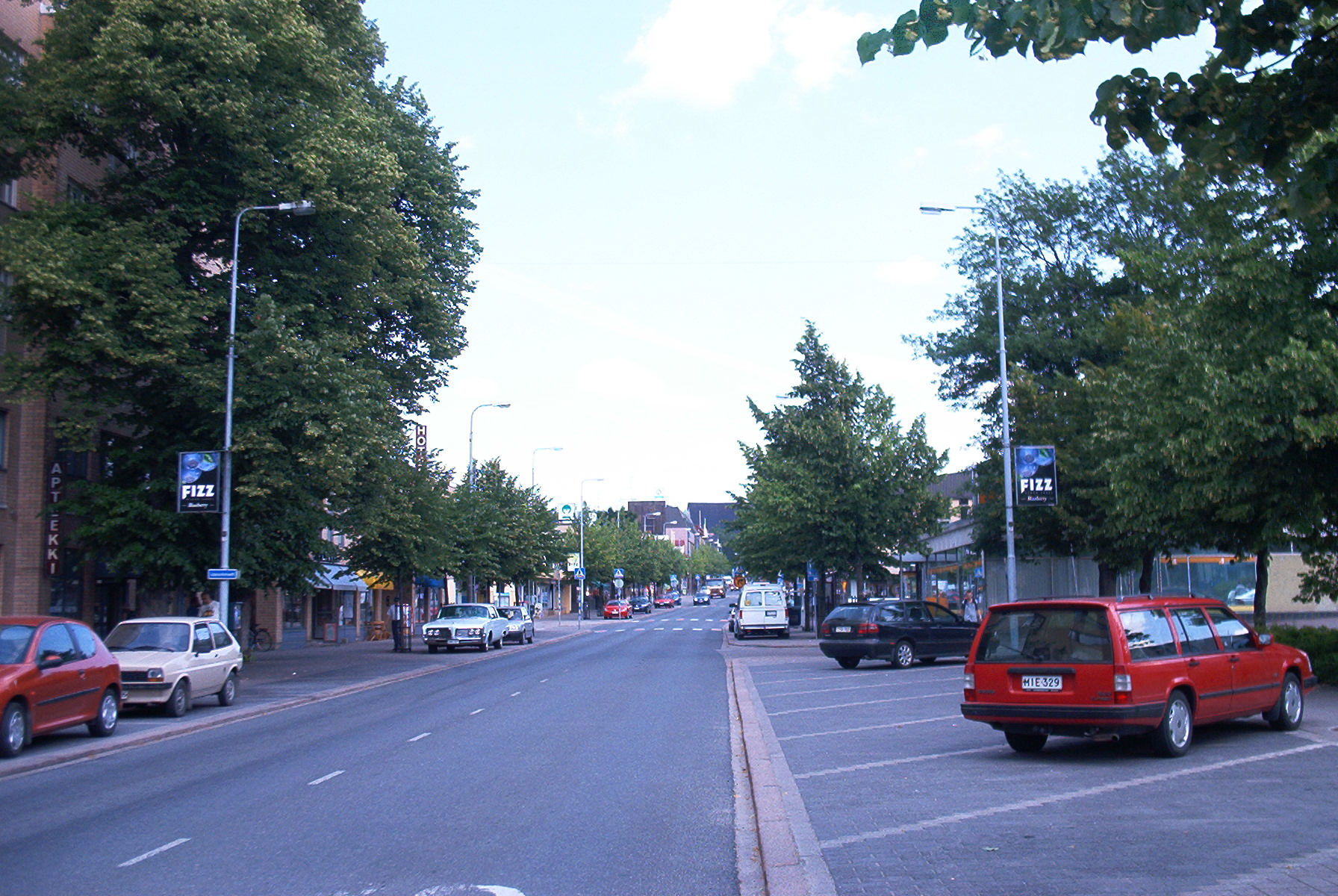
로흐야 시가지

로흐야의 위치

로흐야(핀란드어: Lohja, 스웨덴어: Lojo 로요[*])는 핀란드 남부 우시마 지역에 위치한 도시로, 면적은 441.19km2, 인구는 39,748명(2012년 기준), 인구 밀도는 113.76명/km2이다.

시 문장

## 사진

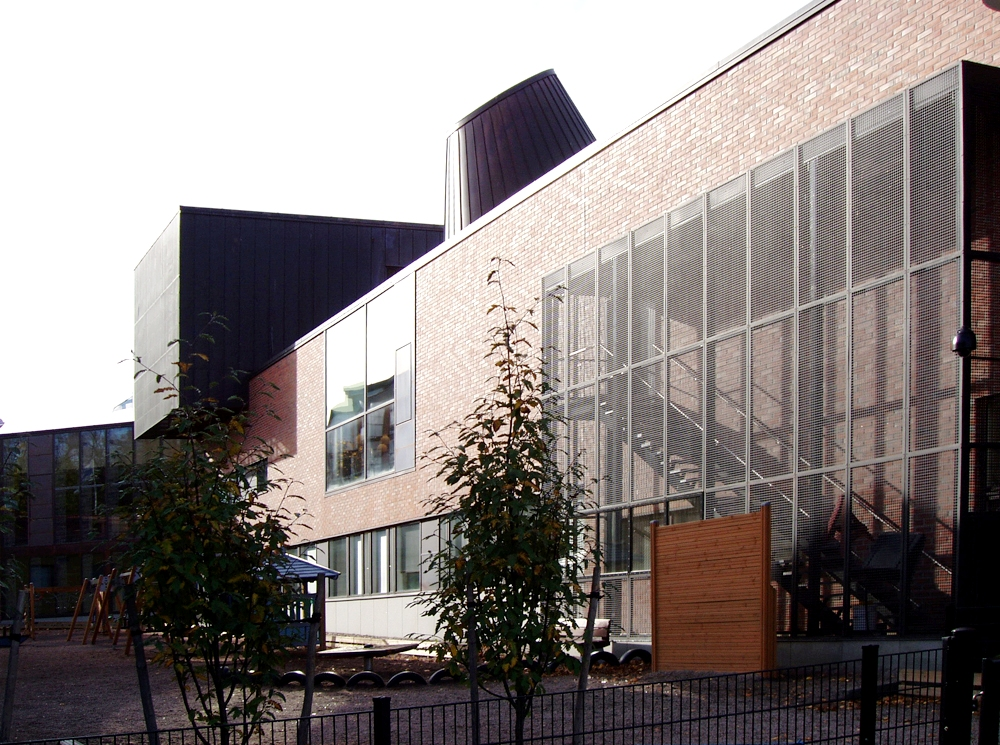
2005년 개관한 로흐야 시립도서관
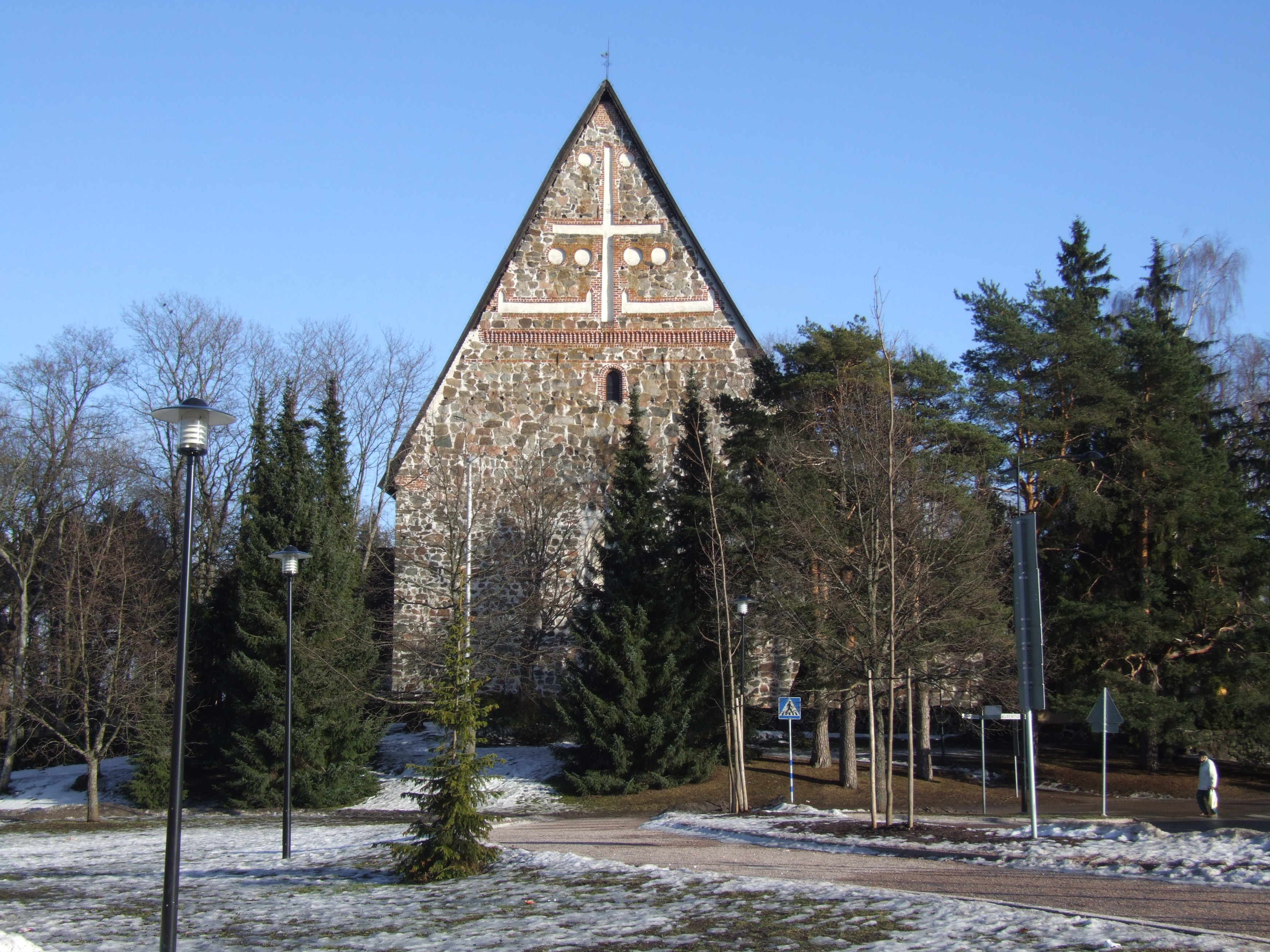
로흐야에 있는 성 라우렌시오 교회

## 같이 보기
- 비흐티